# Thomas Aigner (Geologe)
Thomas Aigner (* 1957) ist ein deutscher Geologe (Sedimentologie). Er ist Professor an der Universität Tübingen.

## Akademische Laufbahn
Aigner studierte Geologie und Paläontologie in Stuttgart, Tübingen und Reading. Seine Diplomarbeit war 1982 über das Plateau von Gizeh, auf dem die Pyramiden stehen. 
1985 promovierte er über Sturmflutablagerungen (Storm depositional systems : dynamic stratigraphy in modern and ancient shallow-marine sequences) und war als Post-Doktorand im Senckenberg-Institut (Außenstellen Wilhelmshaven) und der University of Miami. Für seine Dissertation wurde ihm 1985 der Walter-Schall-Preis der Gesellschaft für Naturkunde in Württemberg verliehen. Dann ging er als Erdölgeologe zu Shell in Rijswijk und Houston (Analyse und Modellierung von Sedimentbecken als Erdölmuttergesteine). 
Von 1988 bis 1990 lehrte er auch in Würzburg. 
1991 wurde er Professor für Sedimentgeologie in Tübingen. Er arbeitet daneben immer noch als Erdölgeologe unter anderem für Shell in Katar und im Oman.
Aigner wurde am 18. Februar 2011 als ordentliches Mitglied der Mathematisch-naturwissenschaftlichen Klasse in die Akademie der Wissenschaften und der Literatur Mainz gewählt.

## Austritt aus der Akademie der Wissenschaften
Aus Anlass der siebenten ad-hoc-Stellungnahme der Leopoldina vom 8. Dezember 2020, die nach den Worten Aigners „einer ehrlichen, kritisch-abwägenden, am Dienst und am Wohle des Menschen orientierten Wissenschaft nicht würdig ist“, aber maßgeblich zur politischen Legitimierung des im Dezember 2020 beschlossenen Lockdowns beigetragen hat, erklärte er Ende Dezember 2020 seinen Austritt aus der Akademie. Diesen ungewöhnlichen Schritt begründete er damit, dass die Mainzer Akademie sich nicht kritisch zu diesem Papier geäußert hatte, das nach Aigner geeignet sei, „die Panikmache der Politik und der Medien zu befeuern“, während „ein früher üblicher breiter Diskurs mit einer ausgewogenen Würdigung der teilweise sehr konträren Wortmeldungen von Wissenschaftlern und Ärzten verschiedener Fachrichtungen, Juristen, Psychologen, Soziologen, Ökonomen und Philosophen“ fehle. Wörtlich erklärte er: „Ich kann es mit meinem Gewissen nicht vereinbaren, ein Teil dieser Art von Wissenschaft zu sein. Ich möchte einer Wissenschaft dienen, die einer Fakten-basierten Aufrichtigkeit, einer ausgewogenen Transparenz, und einer umfassenden Menschlichkeit verpflichtet ist.“
Aigner ist Mitunterzeichner eines offenen Briefs von 81 Wissenschaftlern, der eine COVID-19-Impfpflicht als „verfassungswidrig“ bezeichnet.

## Schriften
- Schalenpflaster im Unteren Hauptmuschelkalk bei Crailsheim (Württ., Trias, mo1). Stratinomie, Ökologie, Sedimentologie. In: Neues Jahrbuch für Geologie und Paläontologie, Abhandlungen, 153, 1977, S. 193–217
- Schill-Tempestite im Oberen Muschelkalk (Trias, SW-Deutschland). In: Neues Jahrbuch für Geologie und Paläontologie, Abhandlungen, 157, 1979, S. 326–343
- mit Gerhard H. Bachmann und Hans Hagdorn: Zyklische Stratigraphie und Ablagerungsbedingungen von Hauptmuschelkalk, Lettenkeuper und Gipskeuper. In: Jahresberichte und Mitteilungen des oberrheinischen geologischen Vereins, N.F., 72, 1990, S. 125–143
- mit Gerhard H. Bachmann: Sequence Stratigraphy of the German Muschelkalk. In: Hans Hagdorn, Adolf Seilacher (Hrsg.): Muschelkalk. Schöntaler Symposium 1991. Sonderbände der Gesellschaft für Naturkunde in Württemberg, Bd. 2. Korb, 1993, S. 15–18
- Dynamische Stratigraphie des Hauptmuschelkalks im südwestdeutschen Becken. In: Jahreshefte der Gesellschaft für Naturkunde in Württemberg, 141, 1999, S. 33–55
- Dynamische Stratigraphie des Oberen Muschelkalks am Beispiel Süddeutschlands. In: Norbert Hauschke, Volker Wilde (Hrsg.): Trias. Mitteleuropa im frühen Erdmittelalter. München 1999, S. 115–128